# Friedrich Kratochwil
Friedrich Viktor Kratochwil (* 1944 in Lundenburg) ist ein deutscher Politikwissenschaftler. Er lehrte bis 2011 Internationale Politik am Europäischen Hochschulinstitut in Florenz (Italien).
Er ist neben Alexander Wendt und Nicholas Onuf einer der Vertreter des Konstruktivismus in den Internationalen Beziehungen. Zentral in seinem Werk ist die Konzeptualisierung von Sprache als Handlung. Sprache steht dabei in enger Beziehung zu Normen und Regeln, die inter-subjektive Bedeutungen hervorbringen, welche es den Akteuren erlauben, sozial (d. h. in Bezug auf andere) zu handeln.

## Leben
Kratochwil wurde in Lundenburg (ehemalige Tschechoslowakei) geboren. Nach dem Abitur 1963 am humanistischen Maximiliansgymnasium in München studierte er acht Semester Philosophie, Geschichte und Politikwissenschaft an der Ludwig-Maximilians-Universität. Seinen universitären Abschluss (M.A.) erlangte er an der Georgetown University in Washington, D.C. im Februar 1969 im Bereich der Internationalen Beziehungen. Im Januar 1976 promovierte er an der Princeton University im Staat New Jersey und erhielt seinen Doctor of Philosophy (Ph.D.) in Politikwissenschaften mit dem Schwerpunkt der Internationalen Beziehungen.
Kratochwil wanderte Mitte der 1960er Jahre in die USA aus. Dort unterrichtete er an den amerikanischen Universitäten in Maryland, Princeton, Columbia, Delaware und Pennsylvania und am Europäischen Hochschulinstitut in Florenz (Italien). Bis 2003 war Friedrich Kratochwil Professor für „Internationale Politik“ am Geschwister-Scholl-Institut der Ludwig-Maximilians-Universität München.
Von 2000 bis 2004 war er Herausgeber des European Journal of International Relations. Ebenso war er Mitglied der Redaktionsausschüsse der Journale International Studies Quarterly, International Organization, World Politics und Millennium: Journal of International Studies und ist heute noch Mitglied im Redaktionsausschuss des Journal of International Relations of the Asia-Pacific.

## Publikationen

### Veröffentlichungen auf Englisch
- International Order and Foreign Policy (Boulder, Colo.:Westview Press, 1978)
- The human Conception of International Relations, Center  of International Studies, Princeton University, N.J.,1981.
- International Law: Acontemporary Perspective (Boulder, Colo.,Westview Press, 1985) co-edited with Richard Falk, Princeton University and Saul Mendlvit, Rutgers Law School.
- Rules, Norms and Decisions, On the Conditions of Practical and Legal Reasoning in International Relations and Domestic Society (Cambridge, England: Cambridge University Press, 1989), Paperback edition March, 1991.
- International Organization, A Reader (together with Ed Mansfield, eds., New York: Harper Collins, 1993)
- The Return of Culture and Identity in IR Theory (together with Yosef Lapid (ed), Boulder, Colo.:Lynne Riener Publ.,1996)
- The Embarrassment of Changes: Neo-Realism as the Science of Realpolitik Without Politics. In: Review of International Studies. Band 19, Nr. 1, 1993, S. 63–80, doi:10.1017/S0260210500117346 (englisch).
- The Puzzles of Politics: Inquiries Into the Genesis and Transformation of International Relations, (Routledge, 2010) (gesammelte Aufsätze)

### Veröffentlichungen auf Deutsch
- Politik und Politische Wissenschaft, Zeitschrift für Politik, Band 18, Nummer 2, 1971, S. 113–123.
- Amerika, hast du es besser?, Zeitschrift für Politik, Band 20, Nummer 1, 1972, S. 73–81.
- Was wissen wir über den Wandel von der Beziehungen zwischen Staat, Markt und Gesellschaft?, Welttrends, Nummer 7, S. 114–132.